# 加泰罗尼亚国家艺术博物馆
41°22′06″N 2°09′12″E / 41.36833°N 2.15333°E
加泰罗尼亚国家艺术博物馆（西班牙語：Museo Nacional de Arte de Cataluña），也被人们简称为MNAC， 坐落在西班牙加泰罗尼亚巴塞罗那國家宮。以其罗曼式艺术收藏闻名于世，被认为是全世界最完整的罗曼式艺术收藏之一。博物馆现任馆长是乔塞普·塞拉·比亚尔瓦。
现在的博物馆成立于1990年，集合了创建于1945年的现代艺术博物馆和1934年的加泰罗尼亚艺术博物馆的收藏品。源自于这些博物馆的艺术品给MNAC添加了钱币收藏区，艺术史图书馆的艺术品也为MNAC增添了版画收藏区。1996年博物馆又新增加了一个以摄影为主的展示区。2006年博物馆已经拥有了将近25万件不同种类的艺术品。除了临时展览和巡回展览，博物馆的作用还包括艺术作品的研究，保存和修复。
加泰罗尼亚国家艺术博物馆是由加泰罗尼亚议会，巴塞罗那市政府以及2005年初加入的国家总局共同组建的机构。博物馆的理事会除了代表政府机构以外，还代表了与博物馆有合作的个人以及私人团体。
博物馆的馆舍设在国家宫内，一个坐落于蒙特惠奇山上的大型建筑，始建于1929年旨在为当年举办在巴塞罗那的世博会建造的展览馆。除此之外，其它三个机构也是博物馆的一部分：位于比利亚努埃瓦和赫尔特鲁的维克多·巴拉格尔博物馆图书馆，奥洛特的加洛特克萨地区博物馆，以及锡切斯的卡乌·菲拉特博物馆。

## 蒙特惠奇山上的国家宫

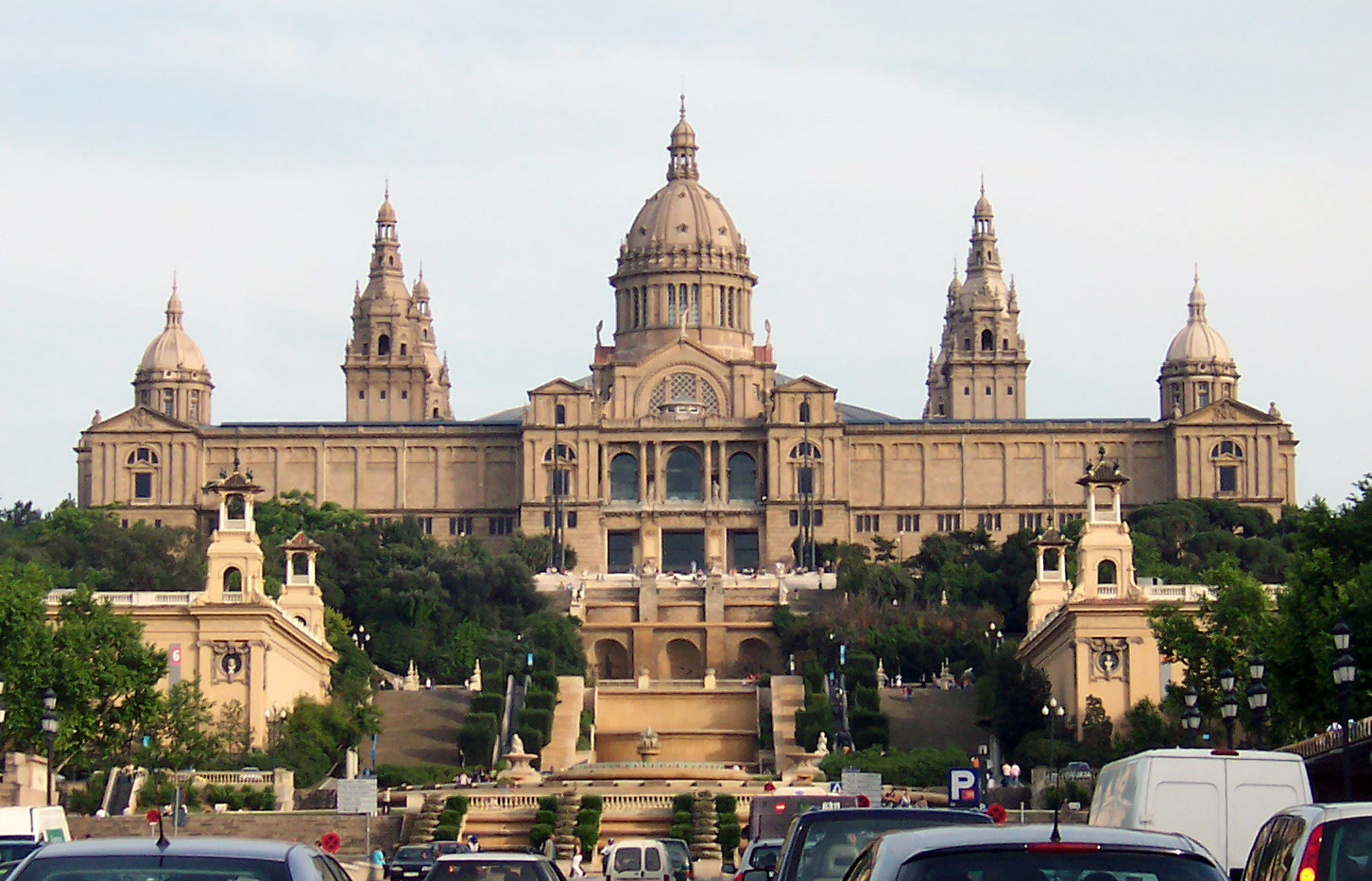
国家宫

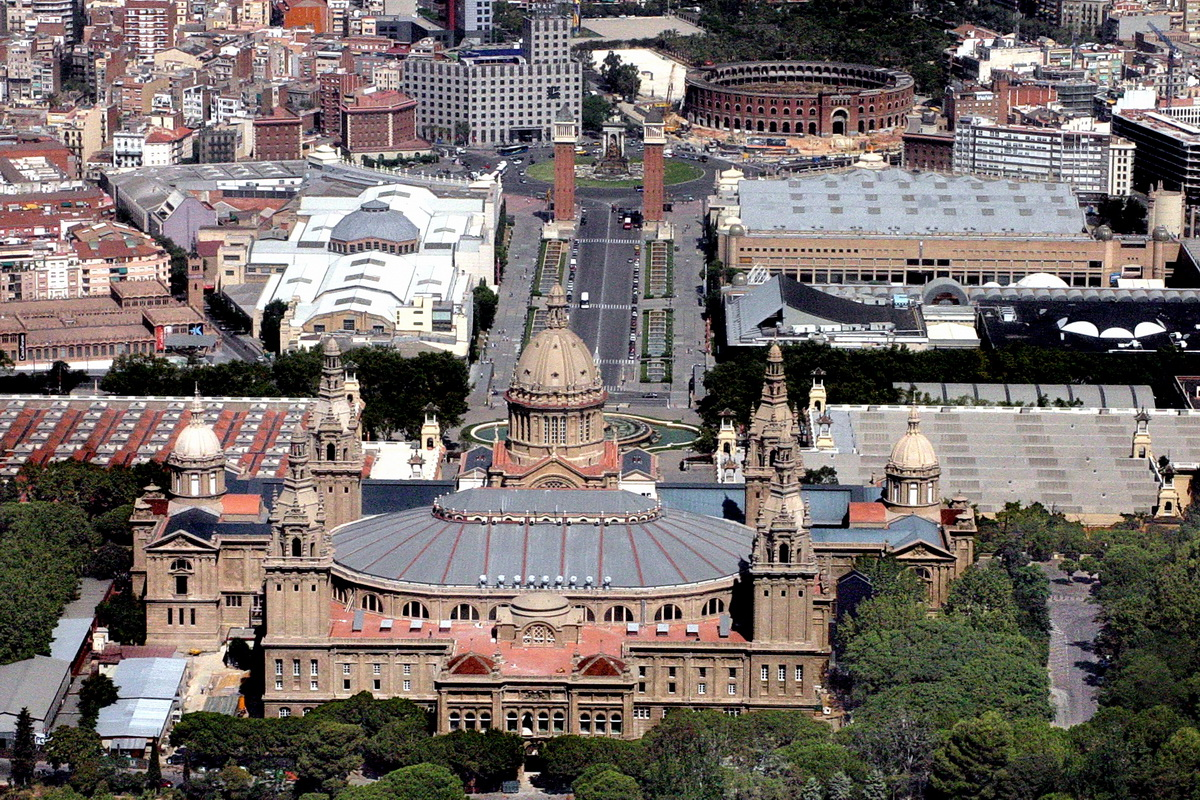
从上空俯瞰国家宫和西班牙广场

国家宫建于1929年，旨在为当年的世博会专门修建的一座西班牙艺术展览馆，展览了来自于西班牙各地超过5000件的艺术作品。在国家宫中的椭圆大厅举行了由国王阿方索十三世与王后维多利亚·尤金妮亚主持的博览会开幕仪式。国家宫的设计方案来自于尤金尼奥·森多亚，安瑞科·卡塔和贝利·多梅内克伊鲁拉。宫殿建于1926年到1929年间，面积达到32000平方米。国家宫前面阶梯上的瀑布和喷泉是卡尔雷斯·布伊卡的杰作，宫殿顶部放置了9个巨大的射灯，每晚可以在天空中打出城市的名字。然而在1934年国家宫被选为加泰罗尼亚国家艺术博物馆馆舍的时候，人们开始质疑这座建造迅速，材料节省的建筑是否拥有足以保护重要艺术品的坚固性。
根据那个时代盛行的风格，国家宫的建筑风格可以定义为不拘一格或者历史主义的复兴，特别体现在了那些以纪念性为目的和以规模宏大为目的的建筑上。建筑融合了文艺复兴时期以及巴洛克时期的建筑艺术风格，旨在将西班牙最具代表性最常见的建筑风格与在公共建筑中引以为标准的古典主义建筑风格结合在一起。同样，建筑的中央穹顶让我们联想到梵蒂冈的圣伯多禄大殿以及圣保罗大教堂，而侧塔几乎复制了塞维利亚的吉拉达塔的样式。与这些协调，轻巧的垂直元素不同，建筑的主体很坚固，箱型，几乎没有窗户，给人一种厚重的感觉。
有趣的是，建筑外表的坚固与其内部并不相符，内部结构的支撑问题一直为人们所诟病。在上世纪80年代，意大利建筑师盖·奥伦蒂被请来解决这些问题，除此之外还要将改变国家宫内部的广阔空间，将有高举架天花板顶棚的空间改为用作展览的大厅。由于技术上的难度，工期被延长，工程被分为几个阶段来处理，也因为这个原因，在1992年的巴塞罗那奥运会，人们只能看到未来博物馆的预展。工程完工于2004年，改造完的博物馆新增了几个19世纪风格的大厅，以及来自于提森-博内米萨博物馆和2005年从卡门·提森-博内米萨收藏租借的艺术品。
说道内部装饰，是以一四一代时期的风格来布置的，与建筑的古典主义风格完全相反，由不同艺术家合力完成:在雕刻方面，安瑞科·卡萨纽瓦完成了迷失的足迹大厅的椭圆拱顶支撑柱上的《工作》，《宗教》，荣耀阶梯上的《考古学》和次级穹顶之一上的《西方》四幅作品；何塞普·都恩亚驰是荣耀阶梯上的《艺术》，另一个次级穹顶上的《东方》以及迷失的足迹大厅的《力量》与《法律》的创作者；费德里克·马雷斯和何塞普·黎芒娜共同完成了宫殿入口台阶上摆放的雕像。在绘画方面，弗朗西斯科·德阿西斯加利完成了中心穹顶的湿壁画，何塞普·德多戈雷斯装饰了穹顶的环壁，马努埃尔·胡姆贝特参与了托圆穹顶支承拱的美化，何塞普·奥比奥尔斯负责弧形窗，乔治·克鲁姆负责茶叶大厅，最后有弗朗西斯科·拉巴塔完成王位大厅的装饰绘画工作。

## 收藏

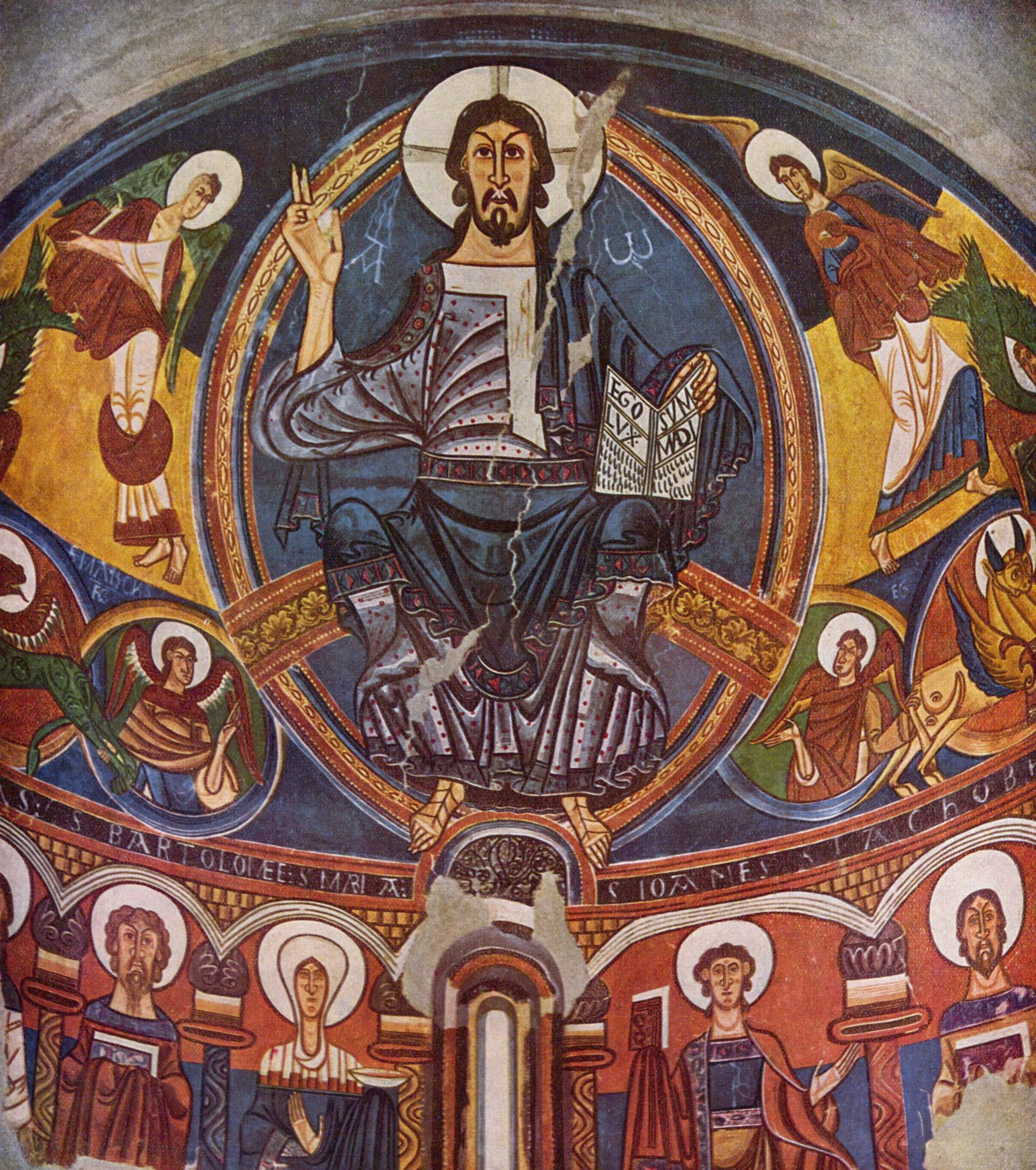
塔乌尔的圣克莱门特教堂的耶稣画像，MNAC收藏的最顶尖的加泰罗尼亚罗曼式艺术品

巴特略收藏的《受难的耶稣》

《赫罗纳的圣母》

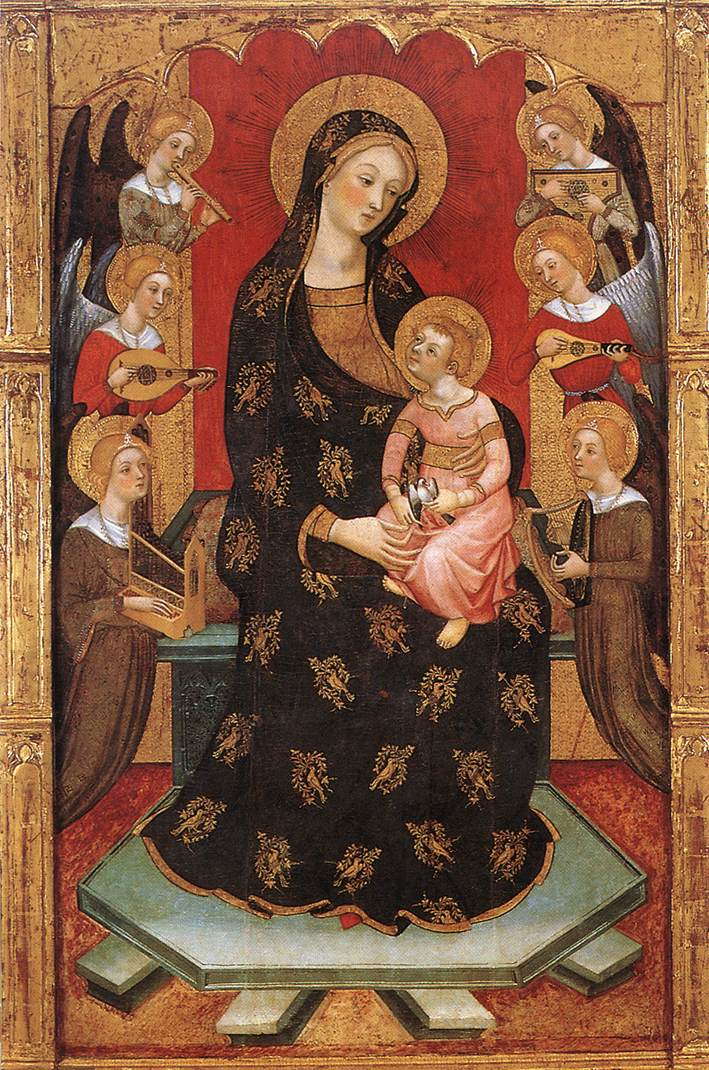
贝利·塞拉的《天使们的圣母》

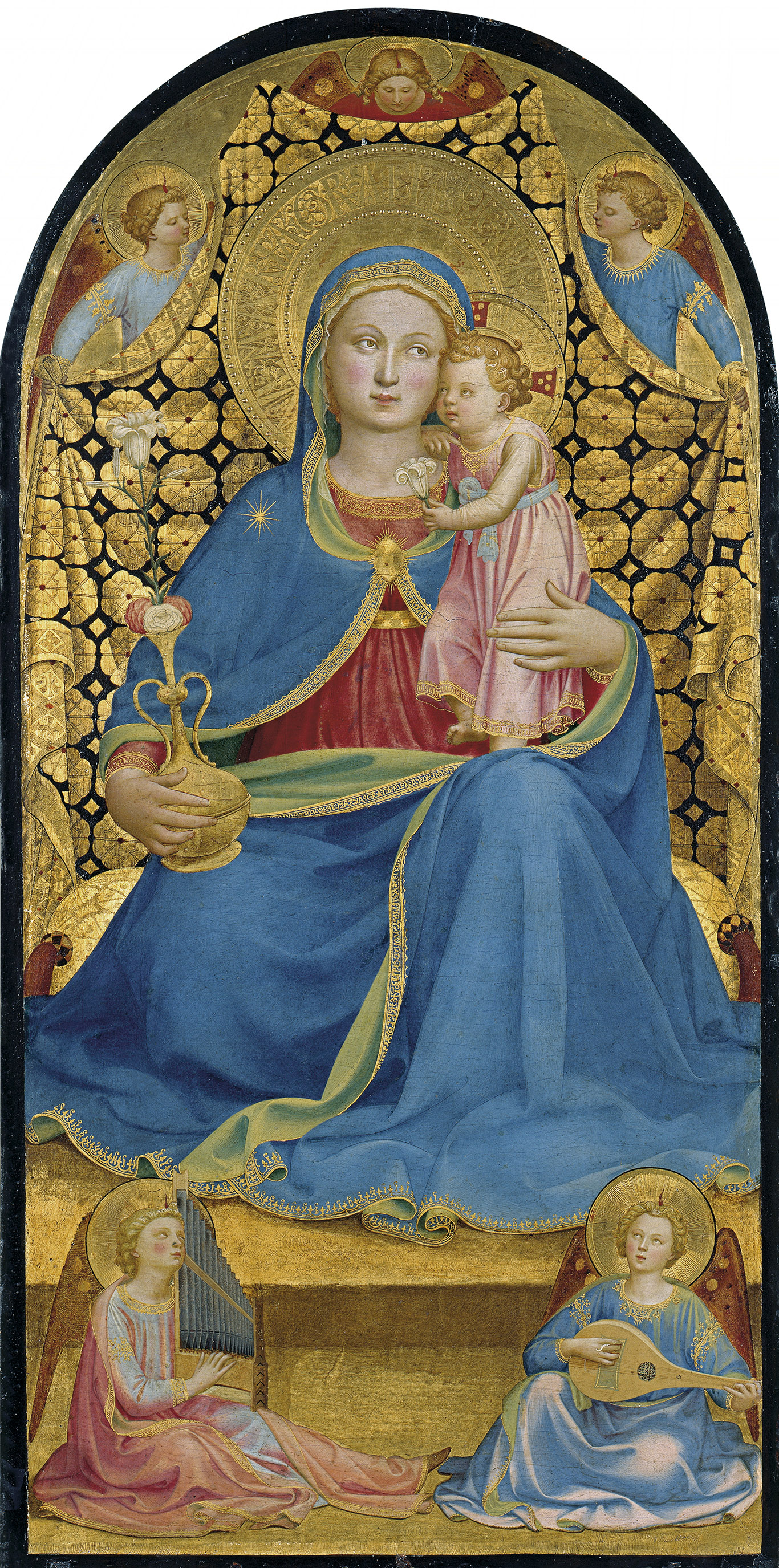
《谦恭的圣母》，弗拉·安杰利科的作品(提森-博内米萨博物馆借寄)

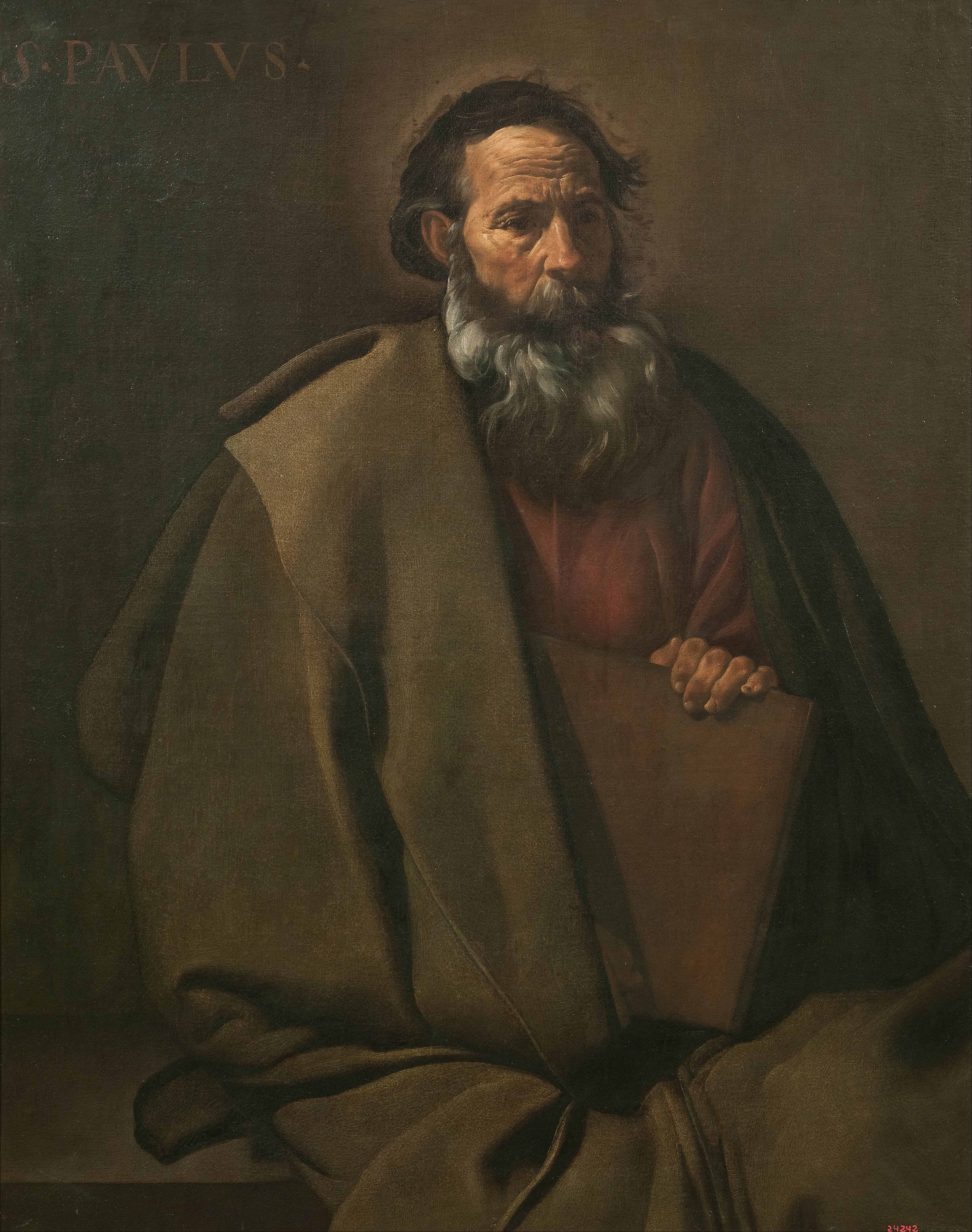
迭戈·委拉斯开兹的《圣巴勃罗》

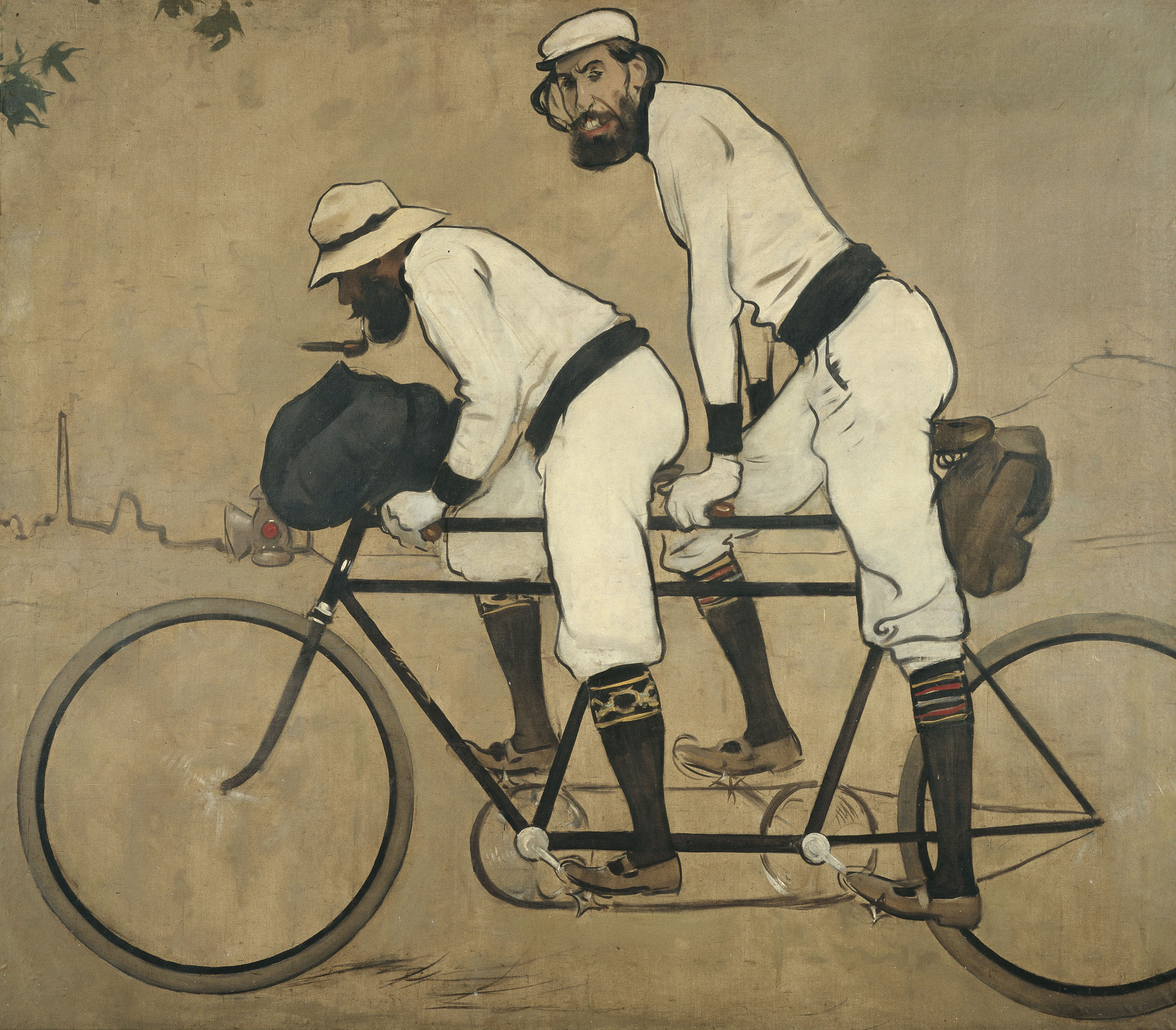
拉蒙·卡萨斯与贝利·罗梅乌在双人自行车上(1897)，拉蒙·卡萨斯作品，MNAC收藏的杰出的现代艺术作品之一

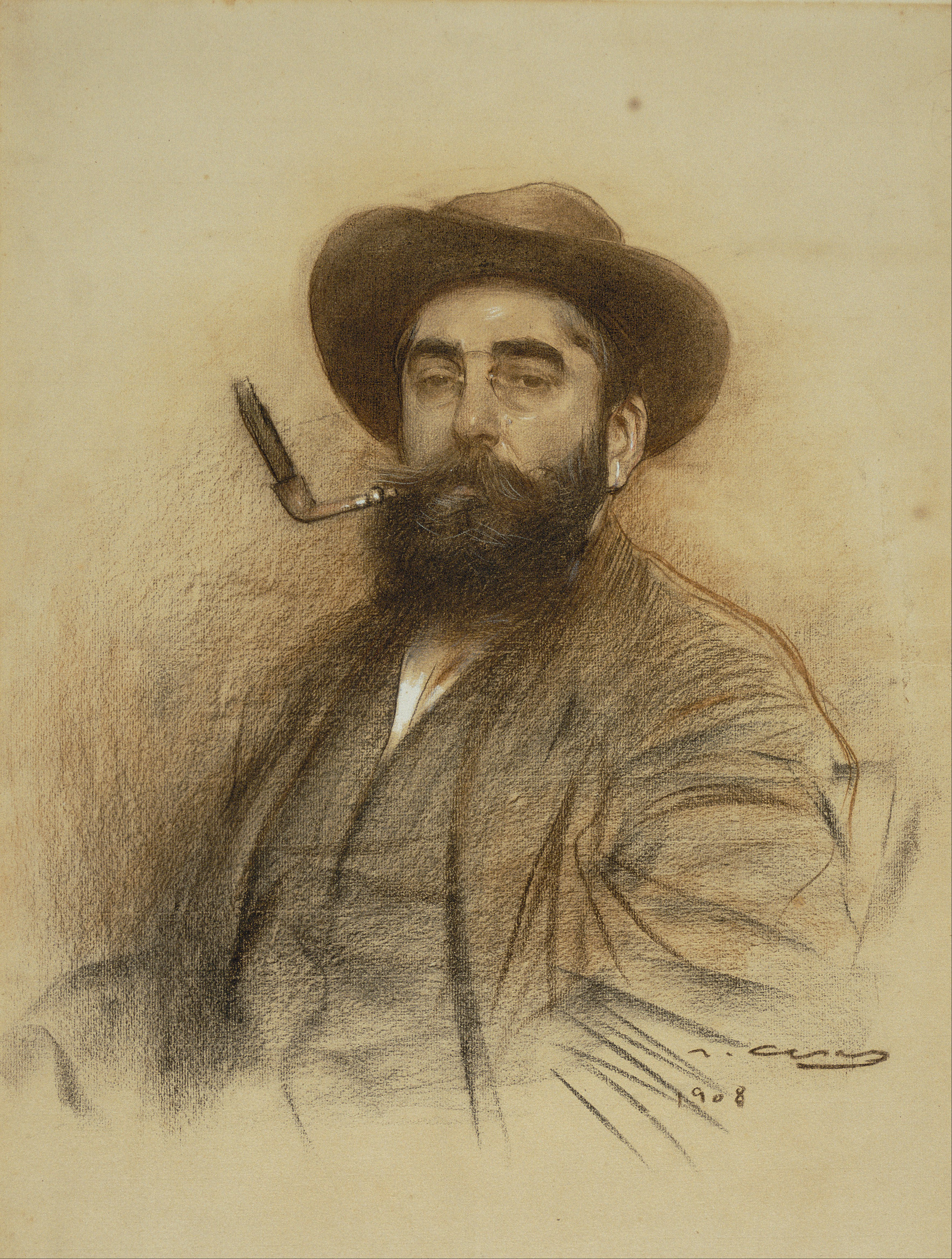
拉蒙·卡萨斯的《自画像》，艺术家捐赠给MNAC的作品之一，捐赠与1909年

在博物馆所有的收藏中，最为突出的无疑就是罗曼式艺术作品的收藏。博物馆展出了一系列在全世界独一无二的壁画。同时还展出了许多木雕，金银器物，珐琅制品和石雕。这些展品中大部分都是属于加泰罗尼亚和阿拉贡本地的罗曼式艺术作品。
哥特时期艺术作品的收藏中，博物馆给人们展示了不同形式的艺术品，这些艺术品让游客跟更深入的了解加泰罗尼亚地区的这段历史时期。在文艺复兴及巴洛克时期艺术品展区，最为突出是巴托洛梅·贝尔梅霍的两幅木板画，荷西·德里贝拉的作品《苦难》，苏巴朗的《圣母玛利亚》，和委拉斯开兹著名的《圣巴勃罗》，这幅作品是作者为数不多的在普拉多博物馆外保存的作品之一。总的来说，博物馆这一部分收藏并不完全，相当大的一部分由弗朗西斯科·卡姆波的私人收藏和与提森-博内米萨博物馆借寄的作品来完善的。
卡姆收藏的所有艺术品都是由弗朗西斯科先生慷慨无私的捐赠给博物馆。在这些艺术品当中，以塞巴斯蒂亚诺·德伊比奥姆波，罗本斯的画作，弗拉戈纳尔的《穿着西班牙服饰圣诺那的下级教士的圣坛装饰屏》，乔瓦尼·多美尼克·迪艾保罗的两幅《威尼斯景象》，以及弗朗西斯科·德·戈雅的一幅奇特的神话场景绘画，《丘比特与普赛克》最为突出。
作为于1986年，汉斯·海因里希·冯·提森-博内米萨男爵与帕斯奎尔·马拉加伊之间签署的协议的答复，加泰罗尼亚国家艺术博物馆从2004年起接受由马德里博物馆存放在提森-博内米萨收藏的艺术品。这些作品于最开始于1993年在佩德拉贝斯修道院展出，但是考虑到方便大众参观这些作品，决定把它们搬到加泰罗尼亚国家艺术博物馆来展览。展览的作品一般源自于巴洛克时期到洛可可时期，比如一些在加泰罗尼亚收藏中并不常见的艺术家，弗拉·安杰利科，劳伦斯·摩纳哥，老卢卡斯·克拉纳赫，卢多维克·加拉西，加纳莱托...的作品。
自2005年以来，博物馆同样以免费租借的形式，收录了来自于卡门·提森-博内米萨收藏的一些加泰罗尼亚绘画作品。在这些作品之中，包含有马里亚诺·佛图里，路易斯·格纳内尔，拉蒙·卡萨斯，华金·米勒，埃尔门·安格拉达·卡马拉萨，华金·托雷斯·加利西亚以及安东尼·塔皮尔斯的画作。
优秀作品:
罗曼式艺术品(11世纪到13世纪)
- 天使长绘画的大师-《天使长的圣坛前画像》
- 阿维亚的大师-阿维亚圣玛利亚教堂的《阿维亚圣坛前画像》
- 巴尔达尔卡的大师-巴尔达尔卡圣安德略教堂的《巴尔达尔卡圣坛前画像》
- 最后审判的绘画大师-塔乌尔圣玛利亚教堂的《塔乌尔圣玛利亚教堂西边城墙的残迹》
- 佩德雷特的大师-《佩德雷特圣基里克教堂的右侧半圆形后殿》(残迹)
- 佩德雷特的艺术圈-《阿内乌圣玛利亚修道院的半圆形后殿》(残迹)
- 塔乌尔圣玛利亚教堂的大师-《塔乌尔圣玛利亚教堂的中心半圆形后殿》
- 索里戈劳拉的大师-《索里戈劳拉圣米盖尔教堂的圣坛前画像》
- 塔乌尔的大师-《塔乌尔圣格里门特教堂的半圆形后殿》
- 杜尔赫利的大师-塞奥德乌赫尔《圣贝利教堂的半圆形后殿》
- 德里巴戈尔萨工作室-《卡尔德特的圣坛前画像》，来自于卡尔德特圣玛利亚教堂
- 杜尔赫利工作室-《塞奥德乌赫尔与使徒们的圣坛前画像》
- 佚名-《苏尔普圣胡安教堂的半圆形后殿》
- 佚名-《塔贝尔诺勒斯的圣坛》
- 佚名-《托斯特的华盖》
- 佚名-《比拉圣罗马教堂的圣坛前画像》
- 佚名-多罗上帝之母的耶稣诞生教堂的《多罗圣坛前画像》
- 佚名-《艾斯基乌斯的圣坛前画像》
- 佚名-巴特略收藏的《受难的耶稣》-拉伽罗卡地区
- 佚名-《阿尔兰萨圣佩德罗教堂的绘画》
- 佚名-《热情的横梁画》
- 佚名-《赫罗纳的圣母》，来自于赫罗纳的圣科罗娜教堂

哥特式艺术品(13世纪末到15世纪)
- 攻占马略卡的绘画大师-《攻占马略卡主题壁画》
- 归为基勒姆·瑟格尔-《三圣一体与基督圣体圣血节的圣坛装饰屏》
- 巴尔的摩的大师-《天使传报与主显节》
- 埃斯托皮尼扬的大师-《圣比森德的圣坛装饰屏》
- 海梅·塞拉-《上帝之母的圣坛装饰屏》
- 贝利·塞拉-《天使们的圣母》
- 归于贡萨洛·佩雷斯·萨利亚-《圣芭芭拉的圣坛装饰屏》
- 格拉乌·黑尼尔和路易斯·博拉萨-《传福音者圣约翰与耶稣降生》
- 贝尔纳特·德斯布伊戈和海梅·西雷拉-《天使与恶魔的战斗》
- 贝尔纳特·马尔托雷伊-《圣比森德的圣坛装饰屏，圣露西亚的磨难》
- 胡安·雷伊柯萨奇-《圣乌尔苏拉与一万一千个圣母的圣坛装饰屏》
- 拉蒙·德·穆勒-《哺乳的圣母》
- 海梅·乌盖特-《圣乔治与公主，圣奥古斯丁的祝圣仪式》
- 路易斯·达尔玛乌-《参事们的圣母》
- 海梅·费雷勒·巴斯萨-《圣杰罗姆，都尔的圣马拉丁，圣塞巴斯蒂安与耶稣受难处》
- 巴托洛梅·贝尔梅霍-《基督的重生与基督下净界》
- 米盖尔·西梅内斯-《施洗礼者圣胡安，圣法比安与圣塞巴斯蒂安》
- 费尔南多·加列戈-《主显节》

文艺复兴与巴洛克式艺术品(15世纪到18世纪)
- 劳伦索·摩纳哥-《受人景仰的圣母圣子与六位天使》
- 弗拉·安杰利科-《谦逊的圣母》
- 法兰克福的大师-《基督洗礼的三联画》
- 佩德罗·贝鲁格特-《圣格雷戈里奥教皇》
- 艾内·布鲁-《圣坎迪多》
- 贝利·努恩耶斯-《银匠们的圣埃罗依的肖像》
- 保罗·德·圣莱昂加迪奥-《对基督亡身的哀痛》
- 提齐安诺·维伽略与工作室的艺术者-《镜子前的妇女》
- 老卢卡斯·克拉纳赫-《不相配的恋人》
- 雅各布·巴斯萨诺-《耶稣受难图》
- 路易斯·德·莫拉雷斯-这人在这
- 多米尼克·提托克波洛斯，也被叫做埃尔·格雷考- 《圣佩德罗与圣巴勃罗》
- 雅各布·丁托列托- 《绅士的肖像》
- 安尼巴勒·卡拉克斯-《铁匠妻子的小礼拜堂的壁画》
- 荷西·德·里贝拉《-圣巴托洛梅的殉难》
- 迭戈·委拉斯开兹-《圣巴勃罗》
- 弗朗西斯科·里巴尔塔-《拉伊蒙多·卢里奥》
- 弗朗西斯科·德·苏巴朗-《圣母受孕》，《教皇尼古拉斯五世眼中的阿西斯的圣弗朗西斯科》，《日用器物的静物画》
- 彼得·保罗·鲁本斯-《圣母圣子与圣伊莎贝尔和圣胡安尼托在一起》
- 吉奥瓦尼·安东尼奥·卡纳尔，也被称为加纳莱托-《耶稣升天节牛神人面兽的回归》
- 吉奥瓦尼·迪艾保罗-《小步舞曲》，《沿街叫卖的小贩》
- 萨洛蒙·范·路易斯达埃尔-《村庄边上的帆船》
- 弗朗西斯科·德·戈雅-《爱情的寓意画:丘比特与普赛克》
- 让-奥诺蕾·弗拉戈纳尔-《让-克洛德·理查德，穿着西班牙服饰，圣诺那的下级教士》

现代艺术(19世纪到20世纪)
- 路易斯·里加尔特-《遗迹》
- 马里亚诺·佛图里-《得土安战役》，《西班牙婚礼》，《妻妾》
- 拉蒙·马丁·阿尔西纳-《午睡》
- 莫戴思特·乌赫尔-《祈祷的吹奏》
- 华金·巴伊雷达-《夏天》，《收割》
- 阿雷克桑德雷·德·里格尔《-夕阳下带翅膀的仙女》
- 达里奥·德·德雷格尤斯-《暴雨》，《桑托尼亚的海湾》
- 圣地亚哥·卢西纽尔-《加莱特实验室》
- 约翰·布鲁尔-《梦想》
- 爱德华·蒙克-《托尔·卢特肯的肖像》
- 何塞普·黎芒娜-《忧伤》
- 拉蒙·卡萨斯-自由空间，什么空气，《拉蒙·卡萨斯与贝利·罗梅乌在双人自行车上》
- 马里亚·皮德拉塞拉-《蒙塞尼的群山》，《晴朗的上午》
- 阿尔弗莱德·西斯雷伊-《在圣马姆梅斯》，《六月的太阳》
- 里卡多·加纳尔斯-《咖啡音乐会》，《厕所》
- 埃尔门·安格拉达·卡马拉萨-《红石榴糖浆》，《白孔雀》
- 华金·米尔-《穷人的教堂》，《阶梯状的村庄》
- 伊西德雷·诺内尔-《两个吉普赛女人》，《鸽子》
- 华金·托雷斯·加利西亚-《村子里的妇女》，《建设组合》
- 华金·孙叶-《卡拉弗恩》
- 荷西·古铁雷斯·索拉纳-《合唱队成员》
- 何塞普·德·多戈雷斯-《加泰罗尼亚小女孩》
- 萨尔瓦多·达利-《我父亲的肖像》
- 巴勃罗·毕加索-《戴着帽子与皮衣领的女人》
- 安东尼·塔皮尔斯-《黑褐色》
- 安东尼·高迪-《巴特略之家的知己》
- 胡里奥·冈萨雷斯-《静物写生2》

### 绘画，版画，宣传画
绘画与版画展厅中拥有在全加泰罗尼亚有着支柱地位的艺术品收藏，其中包括17世纪末到先锋派初期的加泰罗尼亚艺术作品，以及从丢勒到图卢兹-洛特雷克，这些国际知名画家的作品。尽管博物馆只展出了一小部分代表性收藏，但是加泰罗尼亚国家艺术博物馆收藏了包括版画，绘画和宣传画在内的将近10万件作品。
值得一提的是，在所有的收藏中,有200幅出自拉蒙·卡萨斯之手的人物肖像画，其绘画的主人公都是与画家出自同一时期，来自于不同地域，不同社会领域的人，有来自于加泰罗尼亚地区，西班牙，甚至国外的文化圈，艺术圈，政治圈，经济圈和社会圈的人士。之后艺术家本人将作品捐赠给加泰罗尼亚梵伊安画廊，在画廊展览过之后于1909年送入巴塞罗那美术博物馆保存，这些画作是展厅中最好的肖像画收藏之一。很大一部分作品都是卡萨斯1897年开始画的，并通过贝伊·布罗玛杂志上的介绍而广为人知，这份杂志是由米盖尔·乌德里罗与卡萨斯本人联合创办的，还有就是1899年巴塞罗那巴雷思大厅举行的展览，取得了巨大的成功，他的画作也因此出名。

### 摄影
摄影收藏中拥有超过六千张摄影作品。最古老的作品源自于19世纪，同时我们可以看到不同流派的作品，从绘画主义，新即物主义，新闻摄影到意大利新现实主义以及现代时期的摄影。
收藏除了包括本来的收藏品之外，还要感谢一些收藏家与艺术家本人的捐赠与寄存(格丽塔，胡安·冯特库维塔，贝利·弗尔米盖拉，卡尔雷斯·冯特塞勒，艾米丽·戈德斯，荷西·亚多，奥里奥尔·马斯伯恩斯，金·曼雷萨，何塞普·曼萨那，奥托·劳埃德，安东尼奥·阿里萨，何塞普·马里亚·卡萨尔斯·阿里埃特...)。
在所有展出的作品中，还有一些由加泰罗尼亚议会的艺术收藏中心存放在博物馆的作品，包括安东尼·卡姆帕尼亚，贝利·加泰兰·皮克，弗朗西斯科·加泰兰·德罗卡，约翰·科洛姆，马努埃尔·艾斯克鲁萨，弗朗西斯科·艾斯蒂芬·索利的作品，其它的还有加泰罗尼亚摄影协会存放的作品，包括有克劳迪·卡波内伊和约翰·博尔格拉斯的摄影作品。在2012年的5月，博物馆开放了一个主题大厅，展览了奥古斯汀·森特耶斯的24幅作品以及一组从加泰罗尼亚先锋派摄影到西班牙内战的摄影作品。

### 钱币
加泰罗尼亚钱币展厅中拥有加泰罗尼亚最大的钱币公共收藏。保存有超过十三万四千件藏品，向我们展示了交易体系的发展历程，从公元前六世纪产自安普利亚斯和罗塞斯地区的硬币，直到现在塑料制的银行卡，中间还有梅达亚古币和西班牙内战时期由加泰罗尼亚政府发行的纸币，收藏有来自于485个不同村镇的超过2500件样品。在这个长期展览上，透过27个玻璃橱可以看到加泰罗尼亚地区钱币的历史。收藏的逐步形成首先要感谢19世纪初期何塞普·萨拉特对巴塞罗那贸易委员会的捐赠。几年之后，贸易委员会将收藏品转交给省属古迹博物馆。几经辗转之后，在几年内曾被巴塞罗那彼得雷伊娜宫收藏，最后由加泰罗尼亚国家艺术博物馆收藏。

### 赛特大厅
何塞普·马里亚·赛特(1874-1945)，是其时代最有价值的壁画家之一。他的壁画，制作精巧，工艺复杂，包含并同化了许多威尼斯壁画大师的绘画传统。在所有作品中，我们所熟知的有为纽约洛克菲勒中心和华道夫-阿斯多利亚酒店绘制的壁画;为日内瓦的国际联盟总部做的室内装饰，同样也不要忘记在维克大教堂以及巴黎，布宜诺斯艾利斯，威尼斯，伦敦为数众多的府邸都有他的痕迹。在1921年的伦敦，赛特负责为菲利普·沙宣先生府邸的舞厅做内部装饰，菲利普·沙宣先生是英国社会政界，文化界，金融界的杰出人物。赛特用绘有油画的木板作为彩饰镶板完成了这个矩形舞厅的装饰，以黑色为主色调，并筹划了一种巴洛克式引发参观者错觉的艺术手法结合装饰风艺术的装饰风格。布景的题目为《东方的商队》，包含有巨大的骆驼，起源于巴洛克的椰枣树，一个希腊神庙的废墟以及赶往理想城市的一群人。沙宣卒于1939年，其死后府邸也被拆毁，几经沉浮之后，除了天花板上的彩饰镶板外，余下的都被巴塞罗那市政府保全并购得，并在MNAC得以修复还原。

## 历任馆长
加泰罗尼亚博物馆从建馆时期到2012年历任馆长名单
- 1934 – 1939: 华金·弗驰·伊·托雷斯
- 1939 – 1948: 哈维埃尔·德·塞拉斯
- 1948 – 1985: 琼·艾娜乌斯·德·拉萨尔特
- 1985 – 1985: 路易斯·多梅内驰
- 1985 – 1991: 琼·苏蕾塔
- 1991 – 1994: 哈维埃尔·巴德拉伊
- 1994 – 2005: 爱德华·卡尔博内尔
- 2006 – 2011: 马伊德·奥卡尼亚
- 2012 –     : 佩佩·塞拉

## 注脚
1. ↑   (PDF). London: The Art Newspaper. 25 March 2014, Vol. 23, No. 256. ISSN 0960-6556. （英文）
2. ↑  .   [2013-06-11]. （原始内容存档于2013-06-21）.
3. ↑  戈麦斯-莫雷诺·马努埃尔(1929):《西班牙艺术:国家宫博物馆导读》。2012年8月2日查阅
4. ↑  德罗伊戈(1995),第199页
5. ↑  巴拉里·阿尔德特(1992),第39页
6. ↑  克里斯蒂娜·门多萨(1995)(加泰罗尼亚语)-《拉蒙·卡萨斯，炭笔画像》，萨瓦德尔:出版社AUSA，282页 国际标准书号 84-8043-009-5 （页面存档备份，存于）
7. ↑  “MNAC将为森特耶斯和加泰罗尼亚先锋派摄影作品增设两个展厅” （页面存档备份，存于），2012/05/25，《报纸》（加泰罗尼亚语）
8. ↑  www.engencat.cat上关于理事会的信息 （页面存档备份，存于）（加泰罗尼亚语）
9. ↑  加泰罗尼亚国家艺术博物馆出版社:《赛特大厅》 （页面存档备份，存于），于2012年8月1日查阅
10. ↑  2010年2月，玛利亚·巴拉乌，《四位馆长参与的伟大时刻》，赫罗纳博纳特出版社，共27页 ISSN 1885-4389 （页面存档备份，存于）